# Schifpot
Schifpot of De Schifpot is een gehucht tussen Feerwerd en Garnwerd in de gemeente Westerkwartier in de Nederlandse provincie Groningen. De plaats ligt op een driesprong van wegen, op de plek waar het Oldehoofsch kanaal uitmondt in het Aduarderdiep. Over het eerstgenoemde water ligt de Frouketil en over het tweede de Torensmabrug. Ten zuiden van het Aduarderdiep staan een tweetal huizen en ten noorden liggen de boerderij 'Koepon' en nog een huis aan het diep. In het Aduarderdiep liggen aan noordzijde van de bruggen enkele woonboten.
De naam schifpot verwijst waarschijnlijk naar een ijzeren pot, of kachel waarin schif (vlasafval) werd gebrand. De teelt van vlas was hier tot in de zestiger jaren redelijk ingeburgerd. De genoemde schifpot verwarmde vroeger de herberg bij het vroegere voetveer, die daarom ook de Schifpot werd genoemd. Vandaar ging de naam over op het gehucht.

## Geschiedenis

### Veer en bruggen
Schifpot ontstond in de 19e eeuw rond een in 1853 opgezet voetveer over het diep. Aan noord- en zuidzijde van het Aduarderdiep werden in die tijd huizen gebouwd, waaronder een veerhuis met de naam Schifpot aan de boordzijde (Garnwerd), dat tevens dienstdeed als café. Dit huis (Torensmaweg 25) bestaat nog steeds. Een laad- en losplaats met dezelfde naam bestond al in 1861. Een en ander zal waarschijnlijk samen hebben gehangen met de steenfabriek die er in die tijd werd gesticht. Ook de Frouketil dateert uit de 19e eeuw en is reeds zichtbaar op de militaire kaart van 1853. Aan beide zijden van de Frouketil werden vroeger schepen gesloopt in de 'slappe tijd' in de winter, waarvan het hout tijdens boeldagen werd verkocht in de omringende dorpen Oldehove, Feerwerd en Ezinge.
Vanaf 1919 werd er gelobbyd voor de aanleg van een brug over het Aduarderdiep. In 1933 kwam de brug over het Reitdiep bij Garnwerd gereed. Vijf jaar later volgde onder leiding van de Ezinger burgemeester Dirk Torensma de bouw van een brug over het Aduarderdiep, iets ten westen van het voetveer. Deze brug werd in 1939 door hem geopend en naar hem Torensmabrug vernoemd; de weg tussen deze brug en Garnwerd werd Torensmaweg gedoopt. Het voetveer werd door deze brug overbodig, maar komt echter nog tot in de jaren 1950 voor op topografische kaarten.

### Steenfabriek
In 1855 werd de steenfabriek (tichelwerk) 'NV Steen-, Pannen- en Draineerbuizenfabriek Feerwerd' gebouwd bij Schifpot in opdracht van de Groninger fabrikant Harm Kamerlingh Onnes (vader van Heike Kamerlingh Onnes), die vier jaar eerder al een steenfabriek liet bouwen bij het iets zuidelijker gelegen Bolshuizen (tot 1910 in bedrijf). Schifpot was geschikt vanwege de in een onderlaag in de bodem aanwezige vette zeeklei (knipklei) die door haar hoge ijzergehalte en afwezigheid van kalk een helder rode baksteen opleverde; de karakteristieke kleur van veel gebouwen in Groningen. De klei lag in lagen van een meter dik direct onder de teellaag zodat de grond niet ver af hoefde te worden geschraapt, diepe putten werden voorkomen en de percelen later weer konden worden gebruikt als grasland, wanneer de teellaag weer was teruggestort. De klei werd met de hand afgegraven door lokale dagloners ('bolkers' genoemd) en eerst met een kiepwagen en later ook met een lorrie naar de steenfabriek vervoerd door de landerijen, die door de afgravingen een enigszins bultig karakter kregen. De vaste arbeiders kwamen uit Feerwerd en de seizoensarbeiders uit het Duitse Lippe (Lipskers) en later vaker uit de arme streken rond het Friese Zwaagwesteinde. Turf, een andere belangrijke grondstof, werd per boot aangevoerd uit de Drentse en Groninger Veenkoloniën. 
Aanvankelijk produceerde de fabriek vooral dakpannen. Later werden er ook stenen en draineerbuizen gefabriceerd. Tot 1879 lifte het bedrijf mee op de economische groei, daarna zorgde de landbouwcrisis ervoor dat de fabriek bijna failliet ging. De fabriek wist zich echter te herstellen en werd in 1916 onderdeel van de NV Sprengers Steenfabrieken en later van de Verenigde Steen-, Pannen- en Draineerbuisfabrieken van Van der Ploeg (ook in Boerdam en Winneweer). In 1938 werd de fabriek uitgebreid. Er werkten toen 40 vaste krachten. In de jaren 1960 werd de fabriek nogmaals sterk gemoderniseerd. Het spoor werd toen verlegd naar de weg langs het Aduarderdiep. De fabriek kon de concurrentie uiteindelijk echter niet aan. In 1974 werd de fabriek in het kader van een landelijk saneringsprogramma (wegens overproductie) gesloten. Dit gebeurde voor het personeel zeer onverwacht: de stenen lagen nog te koelen in de oven. 
Het fabriekspand werd in 1985 deels afgebroken en in het resterende deel is nu een groothandel in foerage, kunstmest, zaagsel en landbouwplastic gevestigd. De oostelijke droogloods (Lombokloods) bevindt zich nog bij het adres Aduarderdiep 3. Het spoor werd grotendeels opgebroken. In twee opritten bij Bolshuizen is nog een stuk spoor aanwezig.
In Feerwerd had de familie Onnes in die tijd een witgepleisterd zomerhuis, die in de volksmond ook wel 'Onnesbörg' werd genoemd en aan de huidige Onnesweg stond. Deze werd rond 1920 afgebroken nadat er Belgische geïnterneerden in hadden gezeten. Op deze plek werden vervolgens 2 dubbele arbeiderswoningen gebouwd: Onnesweg 6-12 (even). Voor nummer 10 en 12 ligt bij beide woningen de helft van de oude stoep van het vroegere zomerhuis.

### Kalkbranderij
Op de hoek van de Torensmaweg en de weg Aduarderdiep ligt een woning annex winkelpand tegenover de vroegere overzet over het Aduarderdiep (Aduarderdiep 1). Achter het huis staat een lesschuur (kalkblusschuur) en opslagschuur, die vroeger onderdeel vormden van de kalkbranderij (schelpkalkoven) die in 1859 (op basis van een eigen gepatenteerd proces) door het bedrijf Switters en Terpstra werd gebouwd tussen de tichelwerken van Schifpot en Bolshuizen. In 1925 was de concurrentie van cementfabrieken echter zo groot geworden dat de kalkbranderij moest worden gesloten. Vlak na de Tweede Wereldoorlog werd de oven vanwege bouwvalligheid gesloopt. De kruidenierswinkel in de woning was gericht op de schippers die de turf brachten voor brandstof en de kalk ophaalden bij de aanwezige laad- en losplaats. In de jaren 1960 werd deze winkel opgeheven.

### Overige bebouwing
Ten noorden van de Torensmabrug ligt een monumentale boerderij waar sinds 1967 de koeienfokboerderij 'Koepon' van de Groningse miljardair Wijnand Pon gevestigd is, die in 2009 deels afbrandde. In 2005 werd een biogasvergistingsinstallatie bij de boerderij gebouwd. Op de op bijzondere wijze deels afgegraven wierde Antum ligt een andere toegang naar het complex.
Aan Feerwerder zijde van Schifpot heeft vroeger een rijtje van vier arbeiderswoningen gestaan, die de 'Vaierbörg' werden genoemd en bij de steenfabriek hoorden. Deze woningen zijn in de tweede helft van de 20e eeuw gesloopt.

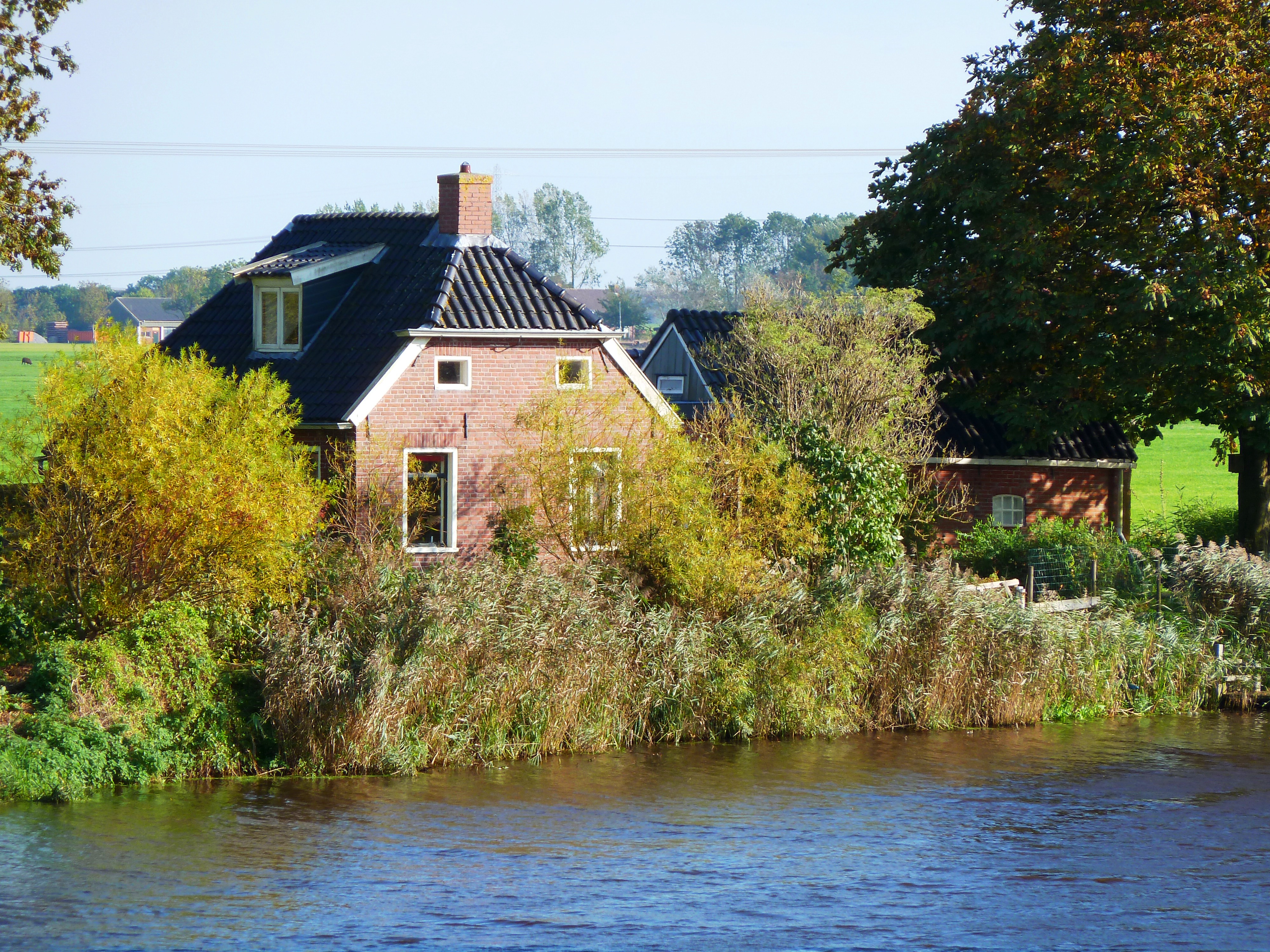
Voormalig veerhuis aan noordzijde van het Aduarderdiep (Torensmaweg 25)
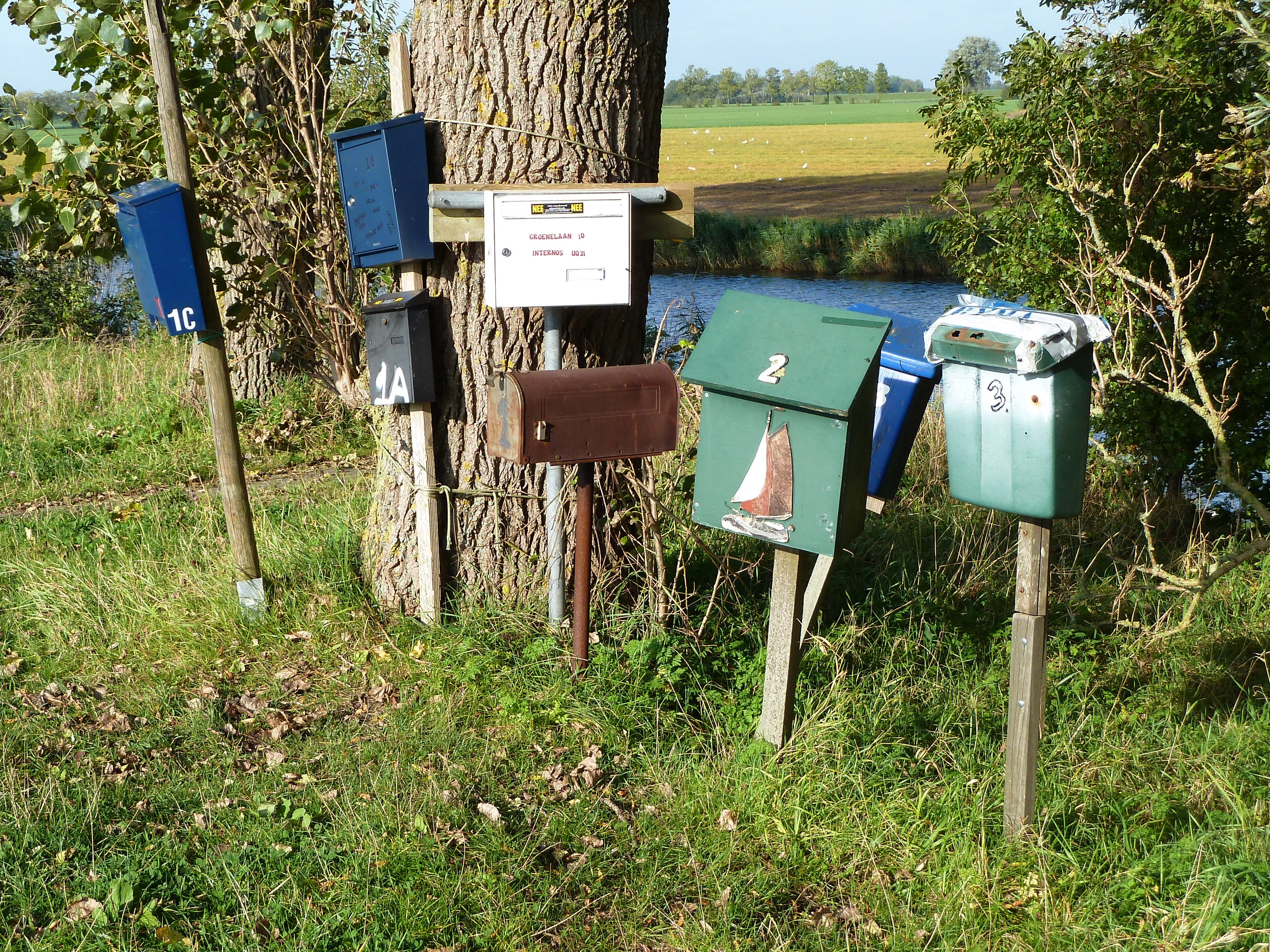
Brievenbussen van woonbootbewoners naast de Frouketil
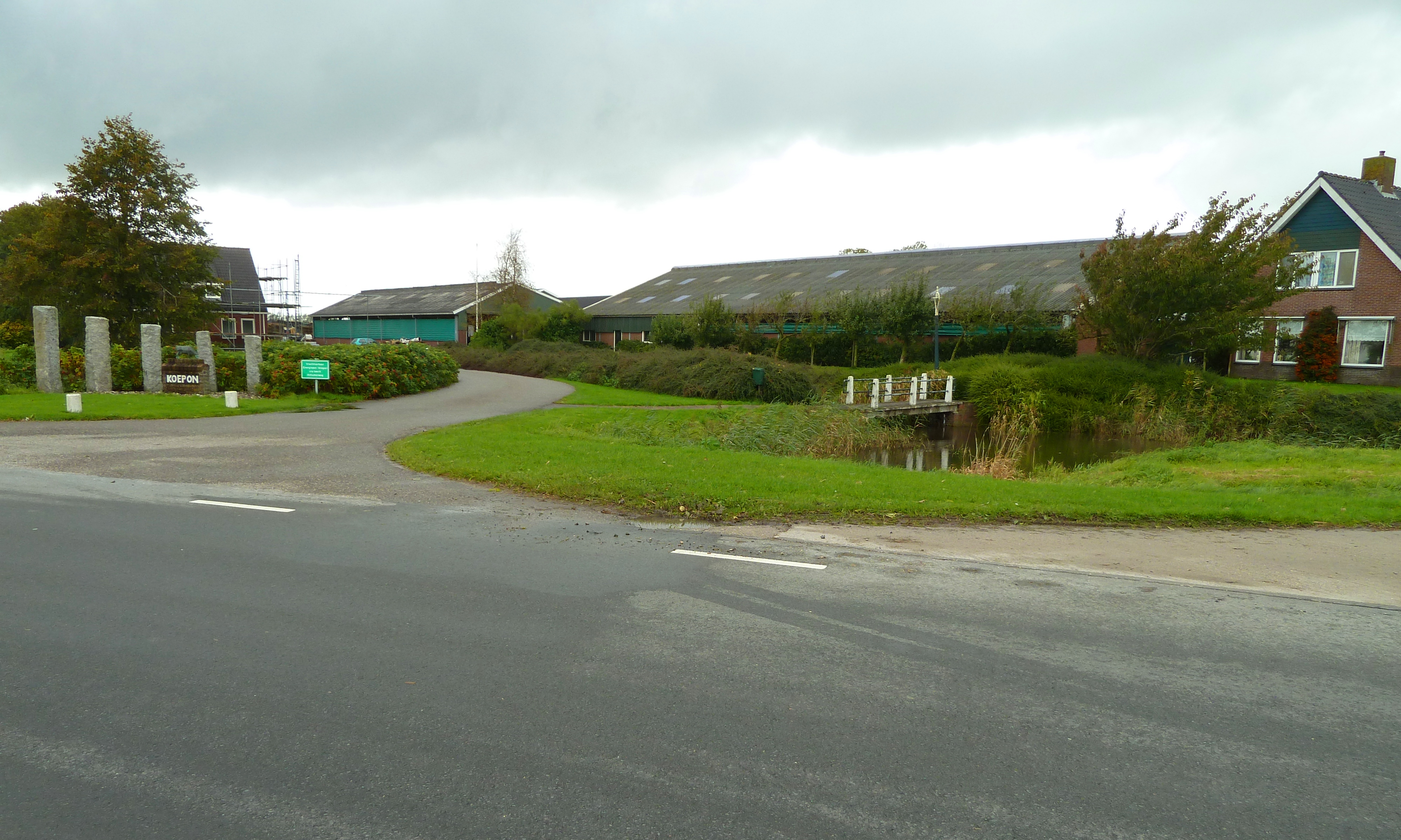
Ingang naar boerderij Koepon vanaf de richting Schifpot
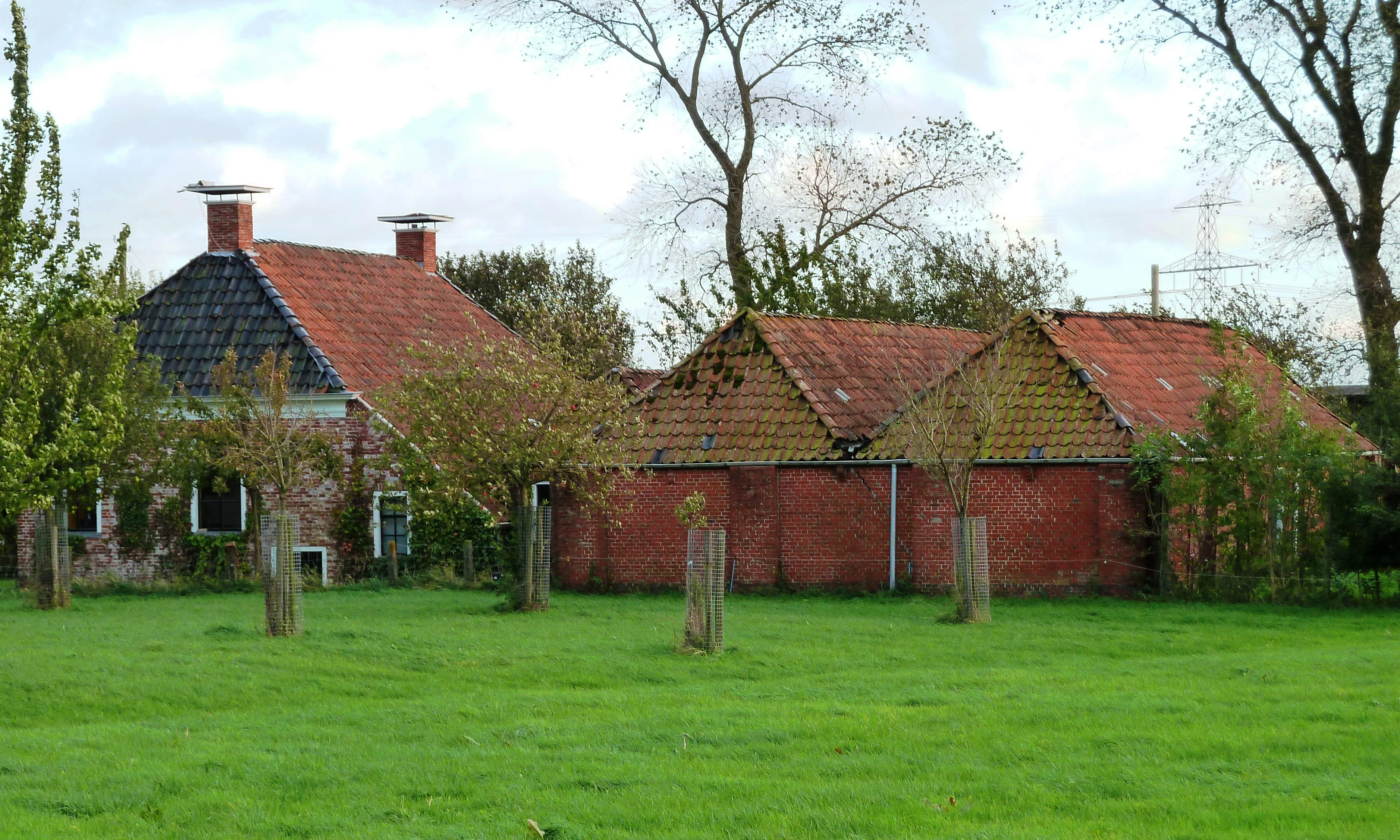
Les- en opslagschuur achter de woning
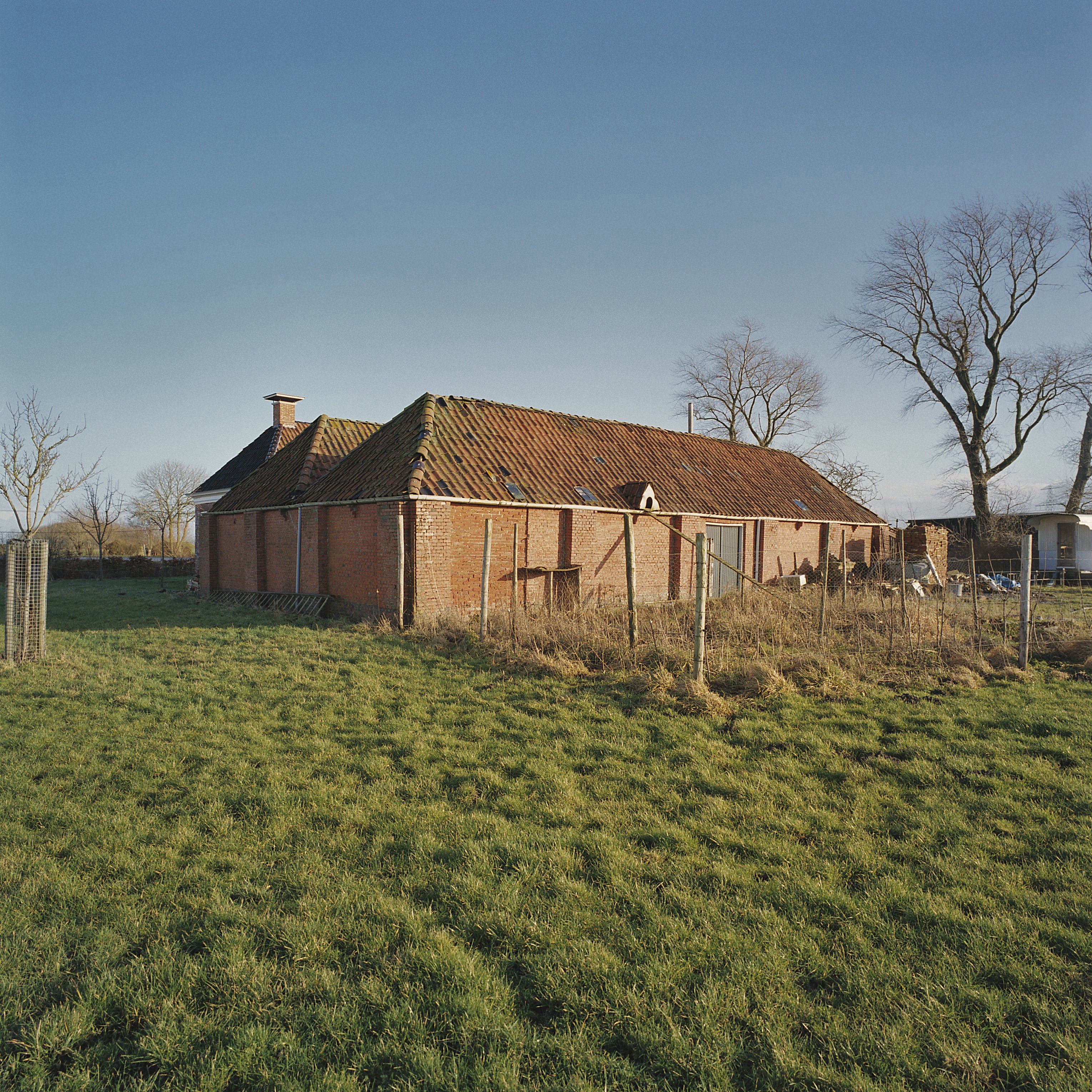
Achterzijde les- en opslagschuur